# Dawidkowce
Dawidkowce (ukr. Давидківці) – wieś na Ukrainie, w  rejonie czortkowskim obwodu tarnopolskiego, w hromadzie Kolędziany. Liczy 1082 mieszkańców.
We wsi jest (stan na 2004 rok) szkoła, klub, biblioteka, punkt medyczny, 3 prywatne firmy przemysłu spożywczego, farma, cerkiew z 1905 roku.
Północną część wsi stanowi dawniej odrębna miejscowość Słobódka.

## Historia
Wieś królewska położona była w pierwszej połowie XVII wieku w województwie podolskim.
W 1880 roku wieś miała 1039 mieszkańców, z czego 699 grekokatolików, 255 rzymskich katolików i 85 wyznawców judaizmu. Parafia greckokatolicka była na miejscu. Rzymscy katolicy mieli parafię w Jezierzanach.
W dwudziestoleciu międzywojennym wieś należała do powiatu czortkowskiego w województwie tarnopolskim.
W nocy 20 stycznia 1945 roku bojówka ukraińska przez kilka godzin oblegała gorzelnię w Dawidkowcach, w której schronili się wszyscy Polacy. Według raportu Komitetu Ziem Wschodnich atak został odparty a atakujący stracili 7 ludzi. Napastnicy spalili 12 domów należących do Polaków i dokonali zaboru mienia.

## Pomniki
- pomnik mieszkańców wsi poległych w czasie wielkiej wojny ojczyźnianej (1960)[1]
- pomnik UPA[1]